# Czapla maskowa
Czapla maskowa (Ardea humbloti) – gatunek dużego ptaka z rodziny czaplowatych (Ardeidae), zamieszkujący Madagaskar. Nie wyróżnia się podgatunków. Zagrożony wyginięciem.
MorfologiaDługość ciała 92–100 cm. Samice są podobne do samców.
Zasięg występowaniaWystępuje na północnym i zachodnim wybrzeżu Madagaskaru, rzadziej na południowym; bywała też widywana w rejonie jeziora Alaotra. Zalatuje na Komory i Majottę, ale nie stwierdzono tam lęgów.
EkologiaPreferuje tereny przybrzeżne (w tym wysepki koralowe, namorzyny, strefy pływów i estuaria). Często odwiedza jeziora słodkowodne i rzeki, rzadziej pola ryżowe.
Lęgi obserwowano w różnych miesiącach, prawdopodobnie może więc przystępować do rozrodu w dowolnej porze roku. Gniazduje samotnie lub w koloniach mieszanych, często z czaplą siwą. Gniazdo w koronach drzew, szczelinach skalnych, sporadycznie na ziemi. W zniesieniu zwykle 3 jaja, niekiedy 1 lub 2. Sukces lęgowy jest prawdopodobnie niski.
W skład jej pożywienia wchodzą głównie ryby o długości do 30 cm (w tym węgorze czy babkowate), zjada także skorupiaki.
StatusJest to gatunek zagrożony, jego populację o tendencji spadkowej szacuje się na nie więcej niż 1500 osobników. Największym zagrożeniem dla czapli maskowej jest łowiectwo (pożądane są zarówno jaja, jak i pisklęta) oraz niszczenie siedlisk – wycinka drzew, na których gniazduje, oraz zanikanie mokradeł.